# Террористический акт в Нальчике (1996)
28 июня 1996 года в Нальчике произошёл теракт, в результате которого погибли 6 человек и 24 были ранены. Бомба была заложена в рейсовый автобус Минеральные Воды — Нальчик — Владикавказ.

## Ход событий
Взрыв произошёл утром 28 июня на автовокзале Нальчика. В момент взрыва в салоне находились 35 человек. Трое скончались на месте, ещё трое — в больнице. Несколько раненных попали в реанимацию.
Для проведения следственных мероприятий в тот же день на место вылетела оперативно-следственная группа, которую возглавлял заместитель директора ФСБ Александр Беспалов. Выяснилось, что сумку с бомбой на заднем сиденье оставил один из пассажиров. Словесный портрет получили сотрудники местной милиции, но это не помогло найти злоумышленника. ФСБ было вынуждено использовать свои связи среди местного криминалитета.
1 июля стало известно о планах проведения в Кабардино-Балкарии ещё одного теракта, теперь на железной дороге. В результате проверки в Прохладном на железнодорожном вокзале было найдено взрывное устройство с часовым механизмом. Мощность устройства была эквивалентна 4 кг тротила. Устройство было обезврежено за несколько минут до взрыва.
3 июля террорист был задержан на одной из улиц Нальчика. При обыске у задержанного, безработного местного жителя, была обнаружена граната Ф-1. Взрывные устройства были получены от руководителя одного из незаконных вооружённых формирований Руслана Хайхороева. Предполагалось, что это приведёт к дестабилизации обстановки на Северном Кавказе накануне президентских выборов. По словам сотрудников, это был первый политический теракт, раскрытый ФСБ, причём всего за пять дней.
По итогам расследования были арестованы два члена банды Хайхороева. В марте 1997 года их приговорили к семи и семи с половиной годам тюрьмы.